# Mangora ayo
Mangora ayo là một loài nhện trong họ Araneidae.
Loài này thuộc chi Mangora. Mangora ayo được Herbert Walter Levi miêu tả năm 2007.